# Paulo Lamac
Paulo Roberto Lamac Junior (Belo Horizonte, 4 de julho de 1972) é um engenheiro e político brasileiro, filiado à Rede Sustentabilidade (REDE). Ocupou os cargos de vereador de Belo Horizonte, deputado estadual de Minas Gerais, vice-prefeito e secretário de Governo da capital mineira.
Em 2004, pelo Partido dos Trabalhadores (PT), foi eleito para exercer o mandato de vereador na Câmara Municipal de Belo Horizonte, e foi reeleito em 2008. Durante sua segunda legislatura na casa, exerceu o cargo da liderança do prefeito Marcio Lacerda, entre 2009 e 2011.
Foi eleito deputado estadual em 2010, para a 17.ª legislatura da Assembleia Legislativa de Minas Gerais, e reeleito em 2014. Na 18.ª legislatura. Em dezembro de 2015, ingressa na recém-criada Rede Sustentabilidade, partido liderado por Marina Silva, que Lamac ajudou a fundar, deixando o PT.
Em 2016, foi eleito vice-prefeito de Belo Horizonte na chapa de Alexandre Kalil, no segundo turno com 52,98%. Em dezembro de 2016, o prefeito eleito Kalil anunciou Lamac como secretário municipal de Governo.